# Schächentaler Windgällen
Il Schächentaler Windgällen è un massiccio montuoso delle Prealpi Svizzere. Le due vette più conosciute del massiccio sono: l'Höch Windgällen (2.764 m) ed il Läged Windgällen (2.572 m)